# Tim Hoogland
Tim Hoogland (* 11. Juni 1985 in Marl) ist ein ehemaliger deutscher Fußballspieler und gegenwärtiger -trainer. Er spielte in Deutschland, England sowie Australien und war Nachwuchsnationalspieler. Mit dem FC Schalke 04 gewann Hoogland 2004 den UI-Cup.

## Karriere als Spieler

### Anfänge und erste Zeit beim FC Schalke 04
Bis 1996 spielte Hoogland beim VfB Hüls, danach beim TSV Marl-Hüls. 1998 kam er mit 13 Jahren in die Jugendabteilung des FC Schalke 04. Von 2001 bis 2003 war er Teil der B-Jugend und gewann nach der Meisterschaft der Regionalliga West am 6. Juli 2002 auch die Deutsche B-Jugend-Meisterschaft im Finale gegen den VfB Stuttgart. Ab 2003 für die A-Jugend aktiv, rückte er im März 2004 in die zweite Mannschaft des Vereins auf. In der drittklassigen Regionalliga Nord kam er sechsmal zum Einsatz, wobei er bereits in seinem zweiten Spiel seine erste Rote Karte im Seniorenbereich erhielt. Die Mannschaft stieg am Ende der Saison als 16. der Tabelle ab.
Vier Monate darauf wurde der 19-Jährige Teil der ersten Mannschaft und bestritt am 17. Juli 2004 im UI-Cup mit einer Einwechslung für Niels Oude Kamphuis sein erstes Spiel für Schalke. In den folgenden Jahren blieb Hoogland jedoch durchgehend Reservist. Erst im Februar 2005 folgten seine ersten drei Bundesligaspiele. Nach einer Partie im Ligapokal 2005, den Schalke gewann, kam Hoogland in der Spielzeit 2005/06 gar nicht mehr zum Einsatz, sodass er in der darauffolgenden Saison zunächst wieder in der zweiten Mannschaft der viertklassigen Oberliga Westfalen eingesetzt wurde. Schließlich pendelte er im Rhythmus von drei bis vier Spielen zwischen den beiden Mannschaften und absolvierte zehn Spiele mit vier Toren für die Reserve sowie neun Spiele für die Bundesligamannschaft, meist als Außenverteidiger.

### 1. FSV Mainz 05
Im Sommer 2007 wechselte Hoogland zum damaligen Absteiger aus der Bundesliga 1. FSV Mainz 05, bei dem er einen Vertrag bis 2010 unterschrieb. Dort war er auf Anhieb Stammspieler und kam in der Saison 2007/08 zu 30 Einsätzen, in denen er einmal ausgewechselt wurde und mit fünf jeweils spielentscheidenden Toren und drei Vorlagen zum torgefährlichen Außenverteidiger avancierte. Die Mannschaft belegte am Ende den vierten Platz und verpasste damit knapp den direkten Wiederaufstieg. Auch in der darauffolgenden Saison stand Hoogland mit 33 Ligapartien, zu denen er drei Treffer und zwei Vorlagen beisteuerte, fast durchgehend auf dem Platz und konnte diesmal als Zweiter der Tabelle den Aufstieg in die Bundesliga feiern. Außerdem rückte er mit den Mainzern bis ins Halbfinale des DFB-Pokals vor, unterlag dort aber Bayer 04 Leverkusen mit 1:4 in der Verlängerung.
Zur Spielzeit 2009/10 wurde Hoogland, mittlerweile zum Führungsspieler geworden, vom neuen Trainer Thomas Tuchel auf die offensive Außenbahn vorgezogen und zum Kapitän der Mannschaft benannt: Im ersten Spiel der Saison köpfte er sein erstes Bundesliga-Tor. Bis zu Beginn der Rückrunde spielte er die bisher beste Saison seiner Karriere mit sechs Treffern in 19 Spielen, verletzte sich im Februar 2010 jedoch am rechten Meniskus und musste sich einer Operation unterziehen. Im April gab er mit zwei Einwechslungen sein letztlich verfrühtes Comeback, bevor er, wie bereits einige Monate bekannt gewesen war, zurück nach Schalke wechselte.

### Rückkehr zum FC Schalke und Leihe in Stuttgart
Nach dem ablösefreien Wechsel zurück zu seinem Jugendverein konnte Hoogland 2010/11 wegen anhaltender Knieprobleme infolge seiner verfrühten Rückkehr aufs Spielfeld sowie einer Erkrankung der Bauchspeicheldrüse kein Spiel absolvieren. Bei einer erneuten Operation am Knie wurde 2011 ein Knorpelschaden diagnostiziert, womit Hooglands Karriere vor dem Ende stand. Nach erfolgreicher Reha war er Anfang 2012 allerdings wieder einsatzbereit und kam in der Rückrunde zu drei Einsätzen in der Bundesliga sowie in der Europa League zu seinem zweiten Europapokalspiel nach seinem Vereinsdebüt 2004.
Hinter seinem Konkurrenten Atsuto Uchida hatte Hoogland als rechter Verteidiger wenig Aussichten und wechselte für die Saison 2012/13 auf Leihbasis zum VfB Stuttgart, um Spielpraxis zu sammeln. Nach zwei Einsätzen an den ersten drei Spieltagen zog er sich gegen Fortuna Düsseldorf bei einem Foul an Andrij Woronin einen doppelten Bänderriss zu und fiel für sechs Wochen aus. Danach stand er jedoch kaum noch – erst wieder im Dezember am 17. Spieltag – im Kader; auch in der Rückrunde war er bis zum 32. Spieltag nur drei Mal Teil des Kaders gewesen, bevor er im Mai 2013 bei einem Sieg gegen seinen Stammverein Schalke als Offensivspieler erstmals wieder eingesetzt wurde. Nach der Partie wies der Sportdirektor des VfB, Fredi Bobic, darauf hin, dass Hoogland keine Zukunft in Stuttgart habe und nach der Saison nach Schalke zurückkehren werde.
Nach dem Ende des Leihgeschäftes kehrte Hoogland gesund nach Gelsenkirchen zurück. Er galt zu Beginn der Saison 2013/14 als Konkurrent von Uchida auf der Position des rechten Verteidigers, musste sich jedoch meistens mit einem Platz auf der Ersatzbank zufriedengeben. Dies änderte sich mit einer schweren Verletzung Uchidas. Mangels Alternativen rückte Hoogland als letzter etatmäßiger Rechtsverteidiger für sämtliche Rückrundenspiele in die Startelf. Dabei erzielte er unter anderem in einem Spiel der Champions League gegen Real Madrid ein Tor, schied mit Schalke aber nach zwei deutlichen Niederlagen aus dem Achtelfinale aus. Bei diesen Gelegenheiten konnte er dennoch nicht überzeugen, sodass sein auslaufender Vertrag nicht verlängert wurde.

### FC Fulham

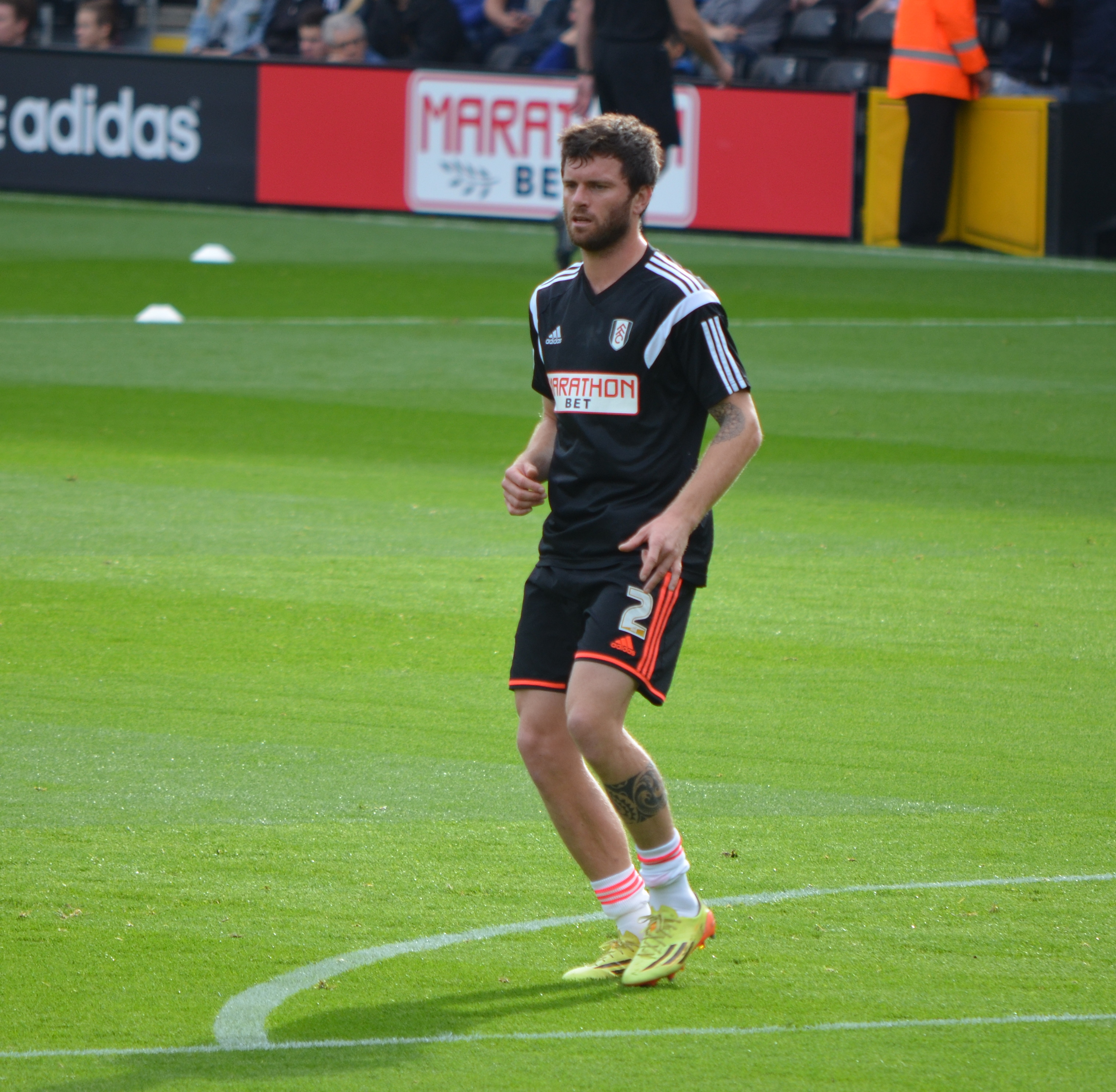
Hoogland beim FC Fulham (2014)

In der Sommerpause 2014 wechselte Hoogland nach England zum zuvor aus der Premier League abgestiegenen FC Fulham in die Football League Championship. Dort traf er auf seinen ehemaligen Trainer bei Schalke 04, Felix Magath, der im September 2014 beurlaubt wurde.

### VfL Bochum
Zur Saison 2015/16 wechselte Hoogland ablösefrei zum deutschen Zweitligisten VfL Bochum. In seiner ersten Saison erreichte er mit der Mannschaft das Viertelfinale des DFB-Pokals 2015/16. Im Laufe der ersten beiden Saisons nahm er dort an 56 Pflichtspielen teil und erzielte dabei insgesamt sieben Tore. Zu diesem Zeitpunkt wurde er, auch vom Sportvorstand, als Routinier wahrgenommen und übernahm als erfahrener Spieler innerhalb einer jungen Mannschaft eine gewisse Führungsrolle. Noch zu Beginn der Saison 2017/18 stand er fast durchgängig auf dem Platz und galt als Leistungsträger. Im September 2017 erlitt Hoogland einen Haarriss und musste für mehrere Wochen aussetzen. In dieser Zeit wurde er durch Patrick Fabian vertreten. Nach vier Saisons, in denen er insgesamt 112 Spiele absolviert hatte, wurde der Vertrag zunächst um ein weiteres Jahr verlängert. Sebastian Schindzielorz bezeichnete ihn dabei in einem Statement als  „absoluten Leistungsträger und bis dato der Dauerbrenner“ mit Leader-Qualitäten. In der Saison 2019/20 stand Hoogland unter Trainer Robin Dutt hingegen nur noch selten auf dem Platz. Er einigte sich im August 2019 mit dem VfL schließlich auf eine Auflösung des bis Juni 2020 laufenden Vertrags, da der Verein nicht mehr mit ihm plante. Insgesamt bestritt Hoogland 125 Pflichtspiele (8 Tore) für den Bochumer Verein.

### Karriereausklang in Australien
Mitte August 2019 gab der australische Erstligist Melbourne Victory die Verpflichtung Hooglands bekannt; er erhielt einen Einjahresvertrag und traf im Verein auf seinen ehemaligen Bochumer Mannschaftskollegen Robbie Kruse, der ebenfalls im Sommer gewechselt war. Hoogland absolvierte sechs Ligaspiele für Victory; in seinem letzten Spiel Anfang März 2020 wurde er vom Platz gestellt. Wegen der COVID-19-Pandemie verzichtete er auf weitere Einsätze und verließ den Verein nach Ende seiner Vertragslaufzeit. Anschließend beendete der 35-Jährige seine Karriere.

### Nationalmannschaft
2002 und 2003 machte Hoogland fünf Spiele für die U18-Nationalmannschaft und 2003 zwei Spiele für die U19-Mannschaft. 2004 und 2005 absolvierte er drei Länderspiele für die U20-Nationalmannschaft.

## Karriere als Trainer
Nach seinem Karriereende im Sommer 2020 begann Hoogland eine Hospitation im Nachwuchsleistungszentrum des FC Schalke 04. Im März 2021 wurde er Co-Trainer von Jörg Behnert bei den B1-Junioren (U17), die in der B-Junioren-Bundesliga West spielten. Zur Saison 2022/23 wurde er Co-Trainer von Norbert Elgert bei den A-Junioren (U19). Im März 2024 begann Hoogland zudem in Wales den Lehrgang zur UEFA Pro-Lizenz, den er voraussichtlich im Mai 2025 abschließen wird.
Anfang November 2024 rückte Hoogland in den Trainerstab der Profimannschaft und wurde neben Robert Molenaar und Sidney Sam Co-Trainer von Kees van Wonderen, der wenige Wochen zuvor eingestellt worden war. Ende Dezember 2024 verlängerte er seinen Vertrag bis zum 30. Juni 2026. Anfang Mai 2025 trennte sich der Verein von van Wonderen und Molenaar, sodass Hoogland bis zum Ende der Saison 2024/25 dem Interimstrainer Jakob Fimpel assistiert.

## Erfolge als Spieler
- Deutscher Pokalsieger: 2011 (FC Schalke 04, ohne Einsatz)
- Deutscher Ligapokalsieger: 2005 (FC Schalke 04)
- UI-Cup-Sieger: 2004 (FC Schalke 04)
- Aufstieg in die Bundesliga: 2009 (1. FSV Mainz 05)
- Deutscher B-Junioren-Meister: 2002 (FC Schalke 04)
- Meister der B-Junioren-Regionalliga West: 2002 (FC Schalke 04)

## Sonstiges
Hoogland ist seit Dezember 2020 als Experte und Co-Kommentator beim Streamingdienst DAZN tätig.